# Velichovský rybník
Velichovský rybník (także: Petirův, Petirův rybník) – staw rybny znajdujący się w Czechach (Kraj hradecki, powiat Náchod) około kilometra na północny zachód od miejscowości Velichovky, na zachodnich stokach wzniesienia Chloumek (337 m n.p.m.).
Zbiornik jest utworzony na Litičskim potoku w całości na terenie leśnym. Przy północnym krańcu stawu znajduje się węzeł szlaków turystycznych U Velichovského rybníka (szlak niebieski  z Velichovek do Nouzova i  żółty  z Velkiego Vřešťova do Jaroměřa).